# Санта-Мария-а-Монте
Санта-Мария-а-Монте (итал. Santa Maria a Monte) — коммуна в Италии, располагается в области Тоскана, в провинции Пиза.
Население составляет 12106 человек (2008 г.), плотность населения составляет 316 чел./км². Занимает площадь 38 км². Почтовый индекс — 56020. Телефонный код — 0587.
Покровителем населённого пункта считается святая Diana Giuntini.

## Демография
Динамика населения:

## Администрация коммуны
- Официальный сайт: http://www.comune.santamariaamonte.pi.it/